# Dilumil
Dilumil, auch als Dilumi bezeichnet, ist ein Dorf im indonesischen Teil Westtimors. Es befindet sich nahe der Grenze zu Osttimor, beim Grenzfluss Malibaca (Mathiaca), im Desa Lemak Senulu (Distrikt Lamaknen, Regierungsbezirk Belu). Nördlich von Dilumil liegt eine osttimoresische Exklave am Westufer des Malibacas, in die eine Straße von Dilumil aus führt.
Die Region wird mehrheitlich von Angehörigen der Ethnie der Bunak bewohnt, von denen die meisten aber im Nachbarstaat Osttimor leben.
Nach der Entlassung Osttimors in die Unabhängigkeit 2002 gab es Streit über die staatliche Zugehörigkeit eines 37 Hektar großen Gebietes zwischen Dilumil und dem osttimoresischen Dorf Memo (Suco Tapo/Memo), wo man sich nicht auf die Lage des Flussmedians des Malibaca auf einer Länge von 2,2 km einigen konnte. 2013 konnte der Streit beigelegt werden.